# Retrat de Jacqueline
Retrat de Jacqueline és un oli sobre tela de 116 × 89 cm pintat per Pablo Picasso a Canes l'any 1957 i dipositat al Museu Picasso de Barcelona.

## Context històric i artístic
L'estiu del 1954, Picasso coneix Jacqueline Roque, que comparteix els darrers vint anys de la seua vida. La seua presència és constant en el darrer combat que emprèn contra el temps, quan pren la pintura com a model. Picasso diu aleshores: "Cada vegada tinc menys temps i més a dir".
Aquesta obra és una de les dues interpretacions lliures -l'altra és El Piano- amb les quals recreà la suite de Las Meninas, basada en l'obra mestra d'aquell que, en alguna ocasió, el va fer exclamar subtilment, "Velázquez!"
Jacqueline esdevé, des del principi, còmplice del secret, tan ben guardat fins al darrer moment. Només ella i Sabartés tenen el privilegi de seguir el combat entre els dos mestres, que juntament amb Goya, són "la xifra i compendi" de la pintura ibèrica.

## Descripció
És la imatge d'una Jacqueline sòbria, reservada i modesta com la defineixen els qui la coneixen. Va vestida austerament, de negre. Només una nota de color l'adorna. És la cinta verd maragda que va del front fins a la nuca, on es nua sota els cabells recollits en cua. La cinta ressalta el perfil clàssic del rostre, d'ulls ametllats, celles arquejades i nas recte. Seu en una butaca blau-negra que descorpora enèrgicament del fons vermell i xoca, a la dreta, amb el marc d'un groc brillant. L'obra evoca, una vegada més, el taller de Velázquez i les seues parets plenes d'obres d'art, la visió de les quals suggerí a Picasso la introducció dins la sèrie d'una pintura, la pintura de la pintura. D'aquesta manera, potser, vol indicar que Las Meninas són tant variacions com apoteosi de l'interior d'un taller. De fet, Las Meninas són el taller per excel·lència.
Fou donat per l'artista al Museu Picasso de Barcelona l'any 1968.